# Heckmondwike
Heckmondwike is een plaats in het bestuurlijke gebied Kirklees, in het Engelse graafschap West Yorkshire. De plaats telt 11, 069 inwoners.